# Kuhmalahti
Kuhmalahti este o fostă comună din Finlanda.